# The Mandalorian & Grogu
The Mandalorian & Grogu es una próxima película espacial western estadounidense dirigida por Jon Favreau y coescrita por Favreau y Dave Filoni. Producida por Lucasfilm y distribuida por Walt Disney Studios Motion Pictures, es parte de la franquicia Star Wars y una continuación de la serie de televisión de Disney+ The Mandalorian. La película está protagonizada por Pedro Pascal como Din Djarin / El Mandaloriano, junto a Sigourney Weaver, Jeremy Allen White, y Jonny Coyne.
Favreau y Filoni habían escrito la cuarta temporada de The Mandalorian en febrero de 2023, pero la producción de la temporada se retrasó por la huelga del Sindicato de Guionistas de Estados Unidos de 2023 y la huelga SAG-AFTRA de 2023. Durante este tiempo, Lucasfilm revaluó sus planes para la franquicia y decidió priorizar una película de The Mandalorian durante la temporada. La película se anunció en enero de 2024 y comenzó a filmarse en California en agosto de 2024.
The Mandalorian & Grogu está programada para estrenarse en Estados Unidos el 22 de mayo de 2026.

## Reparto
- Pedro Pascal como Din Djarin / El Mandaloriano: Un cazarrecompensas mandaloriano en los confines de la galaxia[1]
- Grogu: Un infante de la misma especie que Yoda y el pupilo del Mandaloriano. Grogu es creado con animatronics y títeres, aumentado con efectos visuales.[2][3]
- Sigourney Weaver como Ward: Una coronel y líder de los Adelphi Rangers de la Nueva República, Ward es una piloto veterana de la Alianza Rebelde[4][5]
- Jeremy Allen White como Rotta el Hutt: El hijo del señor del crimen Jabba el Hutt[6]
- Jonny Coyne como un señor de la guerra imperial: El líder de una facción de los remanentes del Imperio Galáctico[7]

El personaje Garazeb "Zeb" Orrelios de la serie animada Star Wars Rebels también aparece, al igual que los miembros de la especie Anzellan.

## Producción

### Antecedentes
El director Jon Favreau le presentó una idea que tenía para una serie de televisión de Star Wars con los mandalorianos a la presidenta de Lucasfilm Kathleen Kennedy en 2017. Dave Filoni, productor ejecutivo de la serie animada Star Wars: The Clone Wars y Star Wars Rebels, también había estado concibiendo una serie centrada en los mandalorianos, y Kennedy sugirió que él y Favreau trabajaran juntos en sus ideas. Esto llevó a la creación de The Mandalorian, la primera La serie de televisión de acción real Star Wars, que debutó con el lanzamiento del servicio de transmisión Disney+ en noviembre de 2019. Poco después del estreno, el CCO de Walt Disney Studios Alan Horn dijo que se podría desarrollar una película con el cazador de recompensas titular de la serie, Din Djarin, si la serie era un éxito. El mes siguiente, Favreau dijo que había una oportunidad de explorar los personajes de la serie en películas de Star Wars o series de televisión derivadas.
La recompensa del Mandaloriano al comienzo de la serie es "el Niño", conocido coloquialmente como "Baby Yoda" por los espectadores, un infante de la misma especie que Yoda, creado con animatronics y títeres (aumentado con efectos visuales). Se convierte en el pupilo del Mandaloriano, y se revela que se llama Grogu en la segunda temporada. En septiembre de 2020, el coprotagonista de The Mandalorian Giancarlo Esposito dijo que la segunda temporada sienta las bases para "la profundidad y amplitud que vendrá en la tercera y cuarta temporada". El mes siguiente, Favreau y la estrella Pedro Pascal dijeron que estaban abiertos a que el Mandaloriano apareciera en una película de Star Wars, pero Favreau no tenía prisa por hacerlo. Favreau comenzó a escribir la cuarta temporada a fines de mayo de 2022, y completó los guiones con Filoni en febrero de 2023. El rodaje de la temporada estaba previsto para comenzar en septiembre, pero se retrasó por la huelga del Sindicato de Guionistas de Estados Unidos de 2023 y la huelga SAG-AFTRA de 2023. En noviembre, Filoni reveló que ahora era el director creativo de Lucasfilm y que estaría directamente involucrado en la planificación de futuras películas y series.

### Desarrollo
Si bien la producción de la cuarta temporada se retrasó por las huelgas del Sindicato de Guionistas y SAG-AFTRA, Lucasfilm revaluó sus planes para la franquicia y decidió priorizar una película de The Mandalorian en su lugar. El estudio anunció la película, titulada The Mandalorian & Grogu, en enero de 2024. Favreau iba a dirigir, coescribir con Filoni y producir con Kennedy y Filoni. Ian Bryce también se desempeña como productor. Se esperaba que el rodaje comenzara en junio. Pascal celebró el anuncio en Instagram compartiendo el arte conceptual de la película. Se esperaba que él repitiera su papel como la voz del Mandaloriano, pero no estaba claro si interpretaría físicamente al personaje (cuyo rostro generalmente está oculto con un casco), y algunos cuestionaron si su agenda tenía espacio para la producción. Tampoco estaba claro si la cuarta temporada se haría de todos modos porque existía la posibilidad de que futuras historias de Mandaloriano se contaran a través de secuelas cinematográficas si la primera película era un éxito. Durante una llamada de ganancias a principios de febrero, el director ejecutivo de Disney Bob Iger dijo que la película probablemente se estrenaría en 2026 y comenzaría una nueva lista de películas de Star Wars.
A fines de febrero de 2024, California asignó a la producción $ 21,755,000 en créditos fiscales del programa de incentivos fiscales para filmaciones del estado, una de las asignaciones más grandes en La historia del programa. Se esperaba que la película se produjera íntegramente en el estado, una novedad para la franquicia de Star Wars, y que generara allí más de 166 millones de dólares en gastos calificados y salarios por debajo de la línea. En abril, Disney programó el estreno de la película para el 22 de mayo de 2026, completando la fecha de mayo de 2026 que el estudio había reservado previamente para una película de Star Wars sin título. El mes siguiente, Sigourney Weaver estaba en conversaciones para unirse al reparto.

### Rodaje
La fotografía principal estaba programada para comenzar en junio de 2024 en California. Se esperaba que durara 92 días, bajo el título provisional Thunder Alley. La película contará con aproximadamente 54 miembros del reparto, 3500 extras de fondo y 500 miembros del equipo. A principios de agosto, Favreau y Filoni anunciaron en la convención D23 de Disney que el rodaje había comenzado varias semanas antes. Revelaron que el personaje Garazeb "Zeb" Orrelios de la serie animada Star Wars Rebels aparecerían, junto con la especie Anzellan de la película Star Wars: El ascenso de Skywalker (2019) y la tercera temporada de The Mandalorian. También se reveló que una nueva versión de la Razor Crest, la nave del Mandaloriano que fue destruida en la segunda temporada de la serie, aparecería en la película. Weaver confirmó su participación a finales de mes. El rodaje finalizó a principios de diciembre.

### Postproducción

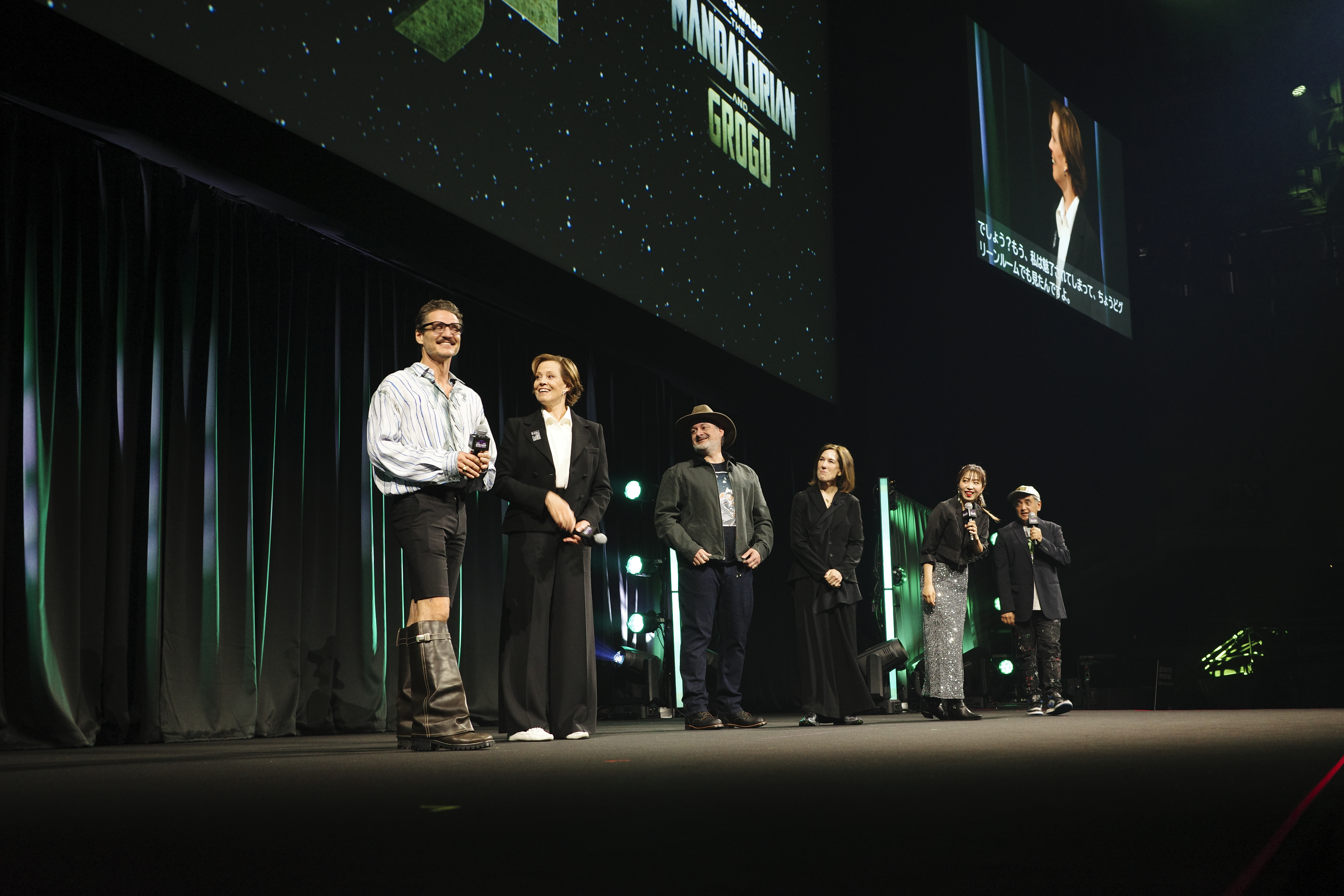
Pedro Pascal, Sigourney Weaver, Dave Filoni y Kathleen Kennedy promocionando la película en la Star Wars Celebration Japón en abril de 2025.

A mediados de diciembre, se reveló que Jonny Coyne repetiría su papel como Señor de la Guerra Imperial de la tercera temporada de The Mandalorian. Para entonces, Jeremy Allen White fue elegido para prestar su voz a Rotta el Hutt, un personaje presentado por primera vez en la película animada Star Wars: The Clone Wars (2008). En la Star Wars Celebration Japón de abril de 2025, se reveló que Weaver interpretaría a la coronel Ward de la Nueva República.

## Marketing
Favreau y Filoni presentaron imágenes iniciales de la película en la convención D23 de Disney en agosto de 2024, y se mostraron más imágenes en D23 Brasil en noviembre, donde Favreau y Filoni aparecieron a través de un mensaje de video desde el set de la película. En abril de 2025, se celebró un panel sobre la película en la Star Wars Celebration Japón, donde se mostraron más imágenes. Favreau, Filoni, Kennedy, Pascal y Weaver hablaron sobre la película y contaron con la presencia de un animatrónico Grogu.

## Estreno
The Mandalorian & Grogu está programada para estrenarse en Estados Unidos el 22 de mayo de 2026.